# 隐翼属
隐翼属（学名：Crypteronia）是隐翼科下的一个属，为乔木植物。该属共有4种，分布于印度、马来亚和中印半岛。